# Wyatt Allen
Wyatt Allen (Baltimore, 11 de enero de 1979) es un deportista estadounidense que compitió en remo.
Participó en dos Juegos Olímpicos de Verano, obteniendo dos medallas, oro en Atenas 2004 y bronce en Pekín 2008, en la prueba de ocho con timonel.

## Palmarés internacional
| Juegos Olímpicos | Juegos Olímpicos | Juegos Olímpicos  | Juegos Olímpicos |
| Año              | Lugar            | Medalla           | Prueba           |
| ---------------- | ---------------- | ----------------- | ---------------- |
| 2004             | Atenas (Grecia)  | Medalla de oro    | Ocho con timonel |
| 2008             | Pekín (China)    | Medalla de bronce | Ocho con timonel |